# 聚醚醚酮
聚醚醚酮（polyetheretherketone，PEEK），为线性芳香族高分子化合物，构成单元为氧-对亚苯基-羰-对亚苯基-氧-對亞苯基，为半结晶性，热塑性塑料。

## 历史
PEEK是由英国帝国化学工业公司公司（ICI）于1978年开发出来的超高性能特种工程塑料，其后杜邦、BASF、日本三井东压化学公司、VICTREX、美国尔特普等也先后开发出类似产品。其中ICI公司的PEEK已转为VICTREX公司生产。在中国，由于PEEK优良的性能，被视为战略性国防军工材料，对其研究一直被列入七五-十五国家重点科技攻关项目和“863计划”。主要生产研究厂家有英国的威格斯公司，中国最大的PEEK生产企业吉林省中研高分子材料股份有限公司，此外还有长春吉大特塑有限公司北京华通瑞驰公司和吉大赢创高性能聚合物公司。

## 合成
聚醚醚酮通常是通过烷基化后的双酚类盐的逐步聚合来合成.典型的反应是使用高纯度的4,4'-二氟米氏酮（纯度99.9%以上） 和对苯二酚与碳酸钠反应（颗粒度范围0.01≤碳酸钠颗粒≤500μm）生成的氢醌二钠作用。反应在大约300度的非质子溶剂，比如二苯砜中进行。但是使用4,4'-二氯二苯甲酮和氢醌不能合成聚醚醚酮。

## 性质
PEEK是种半结晶热塑性聚合物，具有卓越的机械性能和化学稳定性。PEEK的加工条件会影响产品的结晶性，从而影响机械性能。杨氏模量是3.6GPa，机械强度达到90 到100 MPaPEEK的玻璃化转变温度为143度而熔点达到343.84度。某些级别的PEEK的允许工作温度达到250度。 热导率随温度的升高线性增加。PEEK具有很高的热稳定性和抗化学腐蚀性，只在高温时被卤素和强酸腐蚀。室温下PEEK可以溶于浓硫酸中。

## 性能
1. 耐热性：PEEK为耐高温热塑性树脂，熔点334℃，长期使用温度为250℃。短期工作温度300℃。
2. 柔韧性：在耐高温树脂中名列前茅。
3. 阻燃性：UL94V-0级自燃性，低发烟。
4. 耐药性：只溶于浓硫酸
5. 加工成型性：流动性好，便于2次加工。

## 制备与加工
聚醚醚酮的加工方式多样，依据不同的原料形态，可以采用注射，模压，喷涂等方式进行加工成型。

## 应用
医疗市场可应用于创伤、脊柱、关节等领域，最常见的应用是作为椎间融合器、锚钉等置入人体，近年来也有应用于牙科、颌面外科的病例。